# Robert Wild
Robert Wild (* 28. Dezember 1875 in Klingenberg am Main; † 26. Februar 1950 in Regensburg) war ein deutscher Verwaltungsjurist und Kommunalpolitiker.

## Leben
Nach dem Besuch des Gymnasiums in Regensburg und Aschaffenburg studierte Robert Wild an der Friedrich-Alexander-Universität Erlangen Rechtswissenschaft. Dort wurde er 1895 Mitglied des Corps Onoldia. Die Ruprecht-Karls-Universität Heidelberg promovierte ihn zum Dr. jur. utr.
Nach dem Referendariat trat er in den bayrischen Verwaltungsdienst als Regierungs-Akzessist bei der Regierung der Oberpfalz in Regensburg. Gleichzeitig betätigte er sich als Amtsanwalt und Lehrer für Baurecht an der Baugewerbeschule Regensburg. Nach einer Tätigkeit als Bezirksamtsassessor in Donauwörth ging er zurück nach Regensburg, wo er einstimmig zum Rechtsrat gewählt wurde. 1914 wurde er vom Gemeindekollegium der Stadt Fürth einstimmig zum 1. rechtskundigen Bürgermeister gewählt. Im Dezember 1916 wurde er einstimmig wiedergewählt. Im September 1919 wurde er in einer Volkswahl als Oberbürgermeister wiedergewählt. Im März 1929 erfolgte erneut seine Wiederwahl für weitere 10 Jahre. Am 16. März 1933 musste der linksliberale Wild von seinem Amt zurücktreten, nachdem er sich noch im Februar 1933 geweigert hatte, Hitler am Flughafen zu empfangen.

## Politische Leistungen
Im Ersten Weltkrieg verantwortete Wild die Sicherstellung der Lebensmittelversorgung, des Kriegsfürsorgewesens, der Hinterbliebenenversorgung und der Wohlfahrtspflege in Fürth. Durch ausgedehnte Bauten von Stiftungshäusern für kinderreichen Kriegsteilnehmerfamilien linderte er die akute Wohnungsnot der Nachkriegszeit. Im Schul- und Bildungswesen schuf er zweckmäßige Einrichtungen. Auf seine Initiative entstanden die Jahnhalle, eine Doppelturnhalle mit Sporthalle, der Hans-Lohnert-Spielplatz, das neu erbaute Fürthe Krankenhaus, der Ausbau des Elektrizitätswerkes, die Modernisierung der Straßenbahn, die Schaffung neuen Industriegeländes und des Flughafens.

## Mitgliedschaften in kommunalen Verbänden und Aufsichtsräten
Wild gehörte dem Hauptausschuss des Bayerischen Städtebundes, dem Hauptausschuss des Bayerischen Kanal- und Schifffahrtsverein und dem Ausschuss für das Wohnungswesen im Deutschen Städtetag an.
Er war Aufsichtsratsvorsitzender der Ludwigsbahn AG sowie Mitglied des Aufsichtsrates der Rhein-Main-Donau AG, des Großkraftwerks Franken, der Bayerischen Siedlungs- und Landbank AG, der Nordbayerischen Verkehrsflug GmbH und der Milchversorgungsgesellschaft Nürnberg-Fürth GmbH.

## Ehrungen
- Zu Ehren von Robert Wild wurde im Mai 1945 noch zu seinen Lebzeiten die Dr.-Wild-Straße in Fürth-Unterfarrnbach benannt.[2]